# 峰崎勾当
峰崎勾当（みねざき こうとう、生没年不詳）は18世紀末から19世紀初頭に大阪で活動した盲人音楽家（地歌三味線演奏家、作曲家）。峯崎とも書く。

## 生涯
生年は不詳。天明頃から享和頃にかけて活動した地歌三味線の名手で、豊賀検校の門人。
地歌の端歌ものを多数作曲、また手事物を大成し、曲をいくつか残したことも重要である。端歌物の作品には風格の高いものが多く、ことに『雪』は、後世には舞もつけられ、地歌舞としても名高い。このほか師の豊賀検校の追善曲『袖香炉』も知られている。
その一方で手事物の名作も多い。彼の作品に至って、手事が長大となり、歌よりも手事の方に比重が置かれ、転調が工夫され、三味線の技巧が複雑となった。これにより地歌はいっそう器楽的に発展することになる。特に『残月』は、大阪宗右衛門町に住んでいた才能ある門人、松屋某の娘という人が若くして亡くなったのを悼んで作曲されたもので、代表的な追善曲である。優れた手事物の曲として広く知られ、内田百閒の小説にも取材されている。『越後獅子』も長い手事を伴う人気曲で、後に長唄にも取り入れられた曲である。また『吾妻獅子』は華麗な獅子ものとして現在も人気の高い曲である。このほか椿の品種多数を詠み込んだ『玉椿』等も知られる。
検校に昇格したかどうかは分からず、没年は分かっていない。峰崎が大成した手事物を受け継いだ後輩に『松竹梅』『根曳の松』の作曲者三つ橋勾当がおり、この後手事物作曲の主流は大阪から京都に移り、松浦検校、石川勾当、菊岡検校らによって更に発展していく。

## 主な作品

### 地歌曲

#### 手事物
- 『残月』
- 『越後獅子』
- 『吾妻獅子』
- 『都獅子』
- 『有馬獅子』
- 『玉椿』
- 『梅の月』
- 『月』（異説あり）
- 『翁』

#### 端歌もの
- 『雪』
- 『袖香炉』
- 『小簾の戸』
- 『花の旅』
- 『忍び駒』
- 『大仏』
- 『新縁の綱』